# Barbara Hendricks (Politikerin)

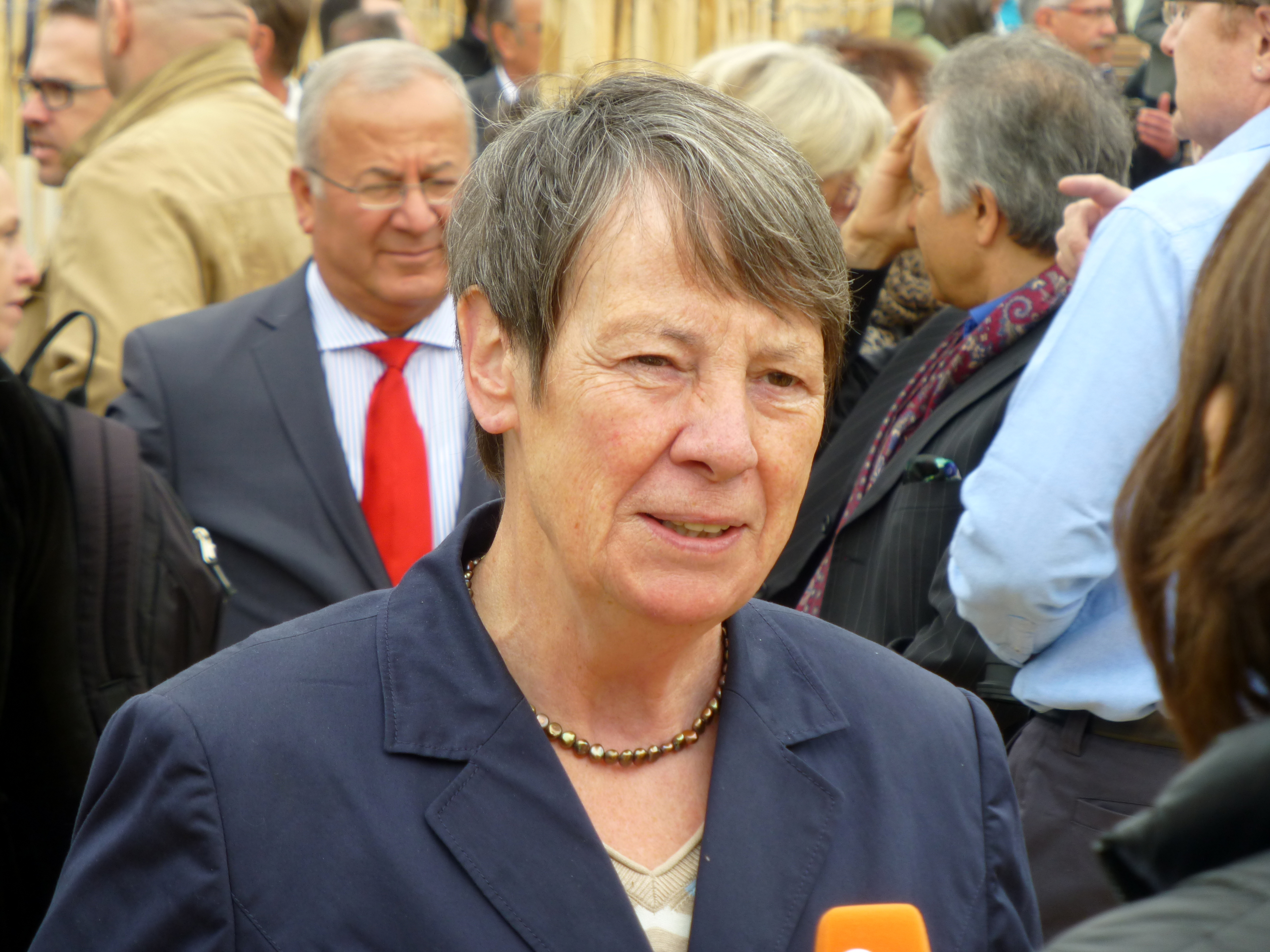
Barbara Hendricks (2015)

Barbara Anne Hendricks (* 29. April 1952 in Kleve) ist eine deutsche Politikerin (SPD). Vom 17. Dezember 2013 bis zum 14. März 2018 war sie Bundesministerin für Umwelt, Naturschutz, Bau und Reaktorsicherheit im Kabinett Merkel III.
Hendricks war von 1998 bis 2007 Parlamentarische Staatssekretärin beim Bundesminister der Finanzen und von 2007 bis 2013 Bundesschatzmeisterin der SPD.

## Ausbildung und Beruf
Nach dem Abitur 1970 am Johanna-Sebus-Gymnasium in Kleve absolvierte Barbara Hendricks ein Studium der Geschichte und der Sozialwissenschaften in Bonn, das sie 1976 mit dem ersten Staatsexamen für das Lehramt an Gymnasien beendete. Danach war sie bis 1978 beim Deutschen Studentenwerk tätig, dann bis 1981 Referentin bei der Pressestelle der SPD-Bundestagsfraktion. 1980 promovierte sie zum Dr. phil. mit der Arbeit Die Margarineindustrie am unteren Niederrhein im ausgehenden 19. und beginnenden 20. Jahrhundert. Bis 1990 war sie Pressesprecherin des Finanzministers des Landes Nordrhein-Westfalen. 1991 wurde sie zur Ministerialrätin im Ministerium für Umwelt, Raumordnung und Landwirtschaft des Landes Nordrhein-Westfalen ernannt.
Hendricks ist katholisch. Sie ist Mitglied des Zentralkomitees der deutschen Katholiken, wo sie am 24. November 2017 zur Sprecherin des Sachbereichs „Nachhaltige Entwicklung und globale Verantwortung“ gewählt wurde sowie des Kuratoriums der Stiftung Aktion Pro Humanität. Seit 2018 ist sie Mitglied im Aufsichtsrat der Katholischen Friedensstiftung in Hamburg. Weiterhin ist sie Schirmherrin des Amani Kinderdorf e. V.
Seit Februar 2019 ist Barbara Hendricks Mitglied im Aufsichtsrat des Katholischen Karl-Leisner-Klinikums in Kleve. Sie ist zudem seit 2022 Mitglied im Präsidium der Deutschen Gesellschaft für die Vereinten Nationen.

## Parteilaufbahn
Seit 1972 ist Hendricks Mitglied der SPD. Sie war von 1989 bis Juni 2014 Vorsitzende des SPD-Unterbezirkes Kreis Kleve. Von 1990 bis 2001 war sie Mitglied im Parteirat. Von 1987 bis 2001 war sie Mitglied im Landesvorstand der SPD Nordrhein-Westfalen, ab 1996 als Schatzmeisterin. Von 2001 bis 2013 war sie Mitglied im Parteivorstand der SPD. Von Oktober 2007 bis Dezember 2013 war sie Bundesschatzmeisterin der SPD. In dieser Funktion hielt sie als Generaltreuhänderin für die SPD 94,67 % der Anteile an der Deutschen Druck- und Verlagsgesellschaft mbH (DDVG). Sie ist Mitglied des Vorstands der Friedrich-Ebert-Stiftung.

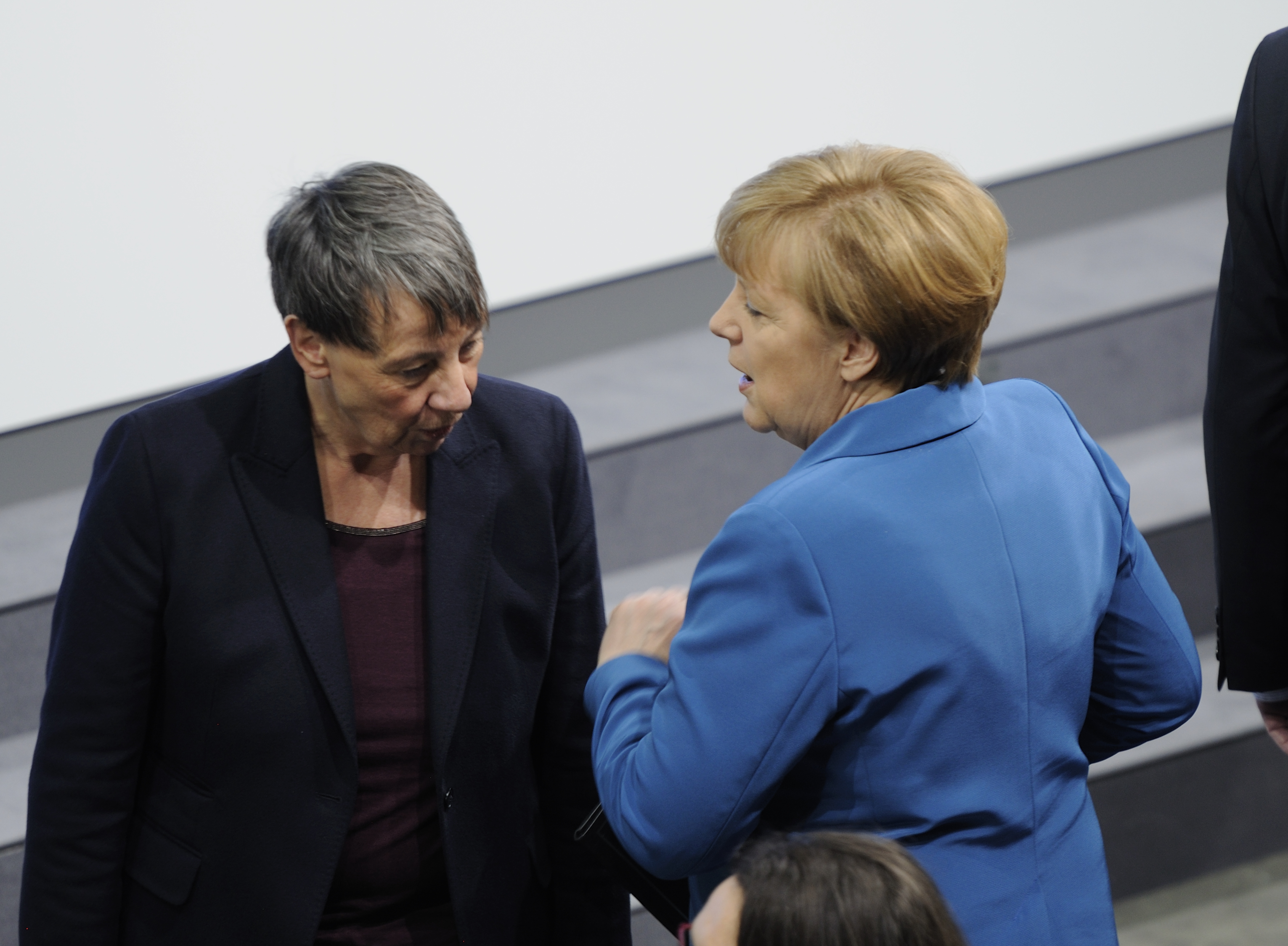
Barbara Hendricks und Angela Merkel bei der Unterzeichnung des Koalitionsvertrags (2013)

Für die Bundestagswahl 2009 war Hendricks Mitglied im Schattenkabinett des SPD-Kanzlerkandidaten Frank-Walter Steinmeier und dort zuständig für die Ressorts Verbraucherfragen und Anlegerschutz. Hendricks war Vorsitzende der Mandatsprüfungs- und Zählkommission beim Mitgliedervotum der SPD zum Koalitionsvertrag 2013. Nach ihrer Ernennung zur Bundesministerin legte Hendricks ihr Amt als Bundesschatzmeisterin nieder. Ihr Nachfolger im Amt wurde Dietmar Nietan.

## Abgeordnete
Von 1984 bis 1989 gehörte sie dem Kreistag des Landkreises Kleve an.
Nach der Bundestagswahl 1994 zog sie erstmals in den Deutschen Bundestag ein. Von Oktober 1995 bis November 1998 gehörte sie dem Vorstand der SPD-Bundestagsfraktion an. Hendricks ist stets über die Landesliste Nordrhein-Westfalen in den Bundestag eingezogen.
Im 19. Deutschen Bundestag war Hendricks ordentliches Mitglied im Auswärtigen Ausschuss, sowie im Unterausschuss Auswärtige Kultur- und Bildungspolitik.
Bei der Bundestagswahl im Herbst 2021 kandidierte sie nicht erneut.

## Öffentliche Ämter

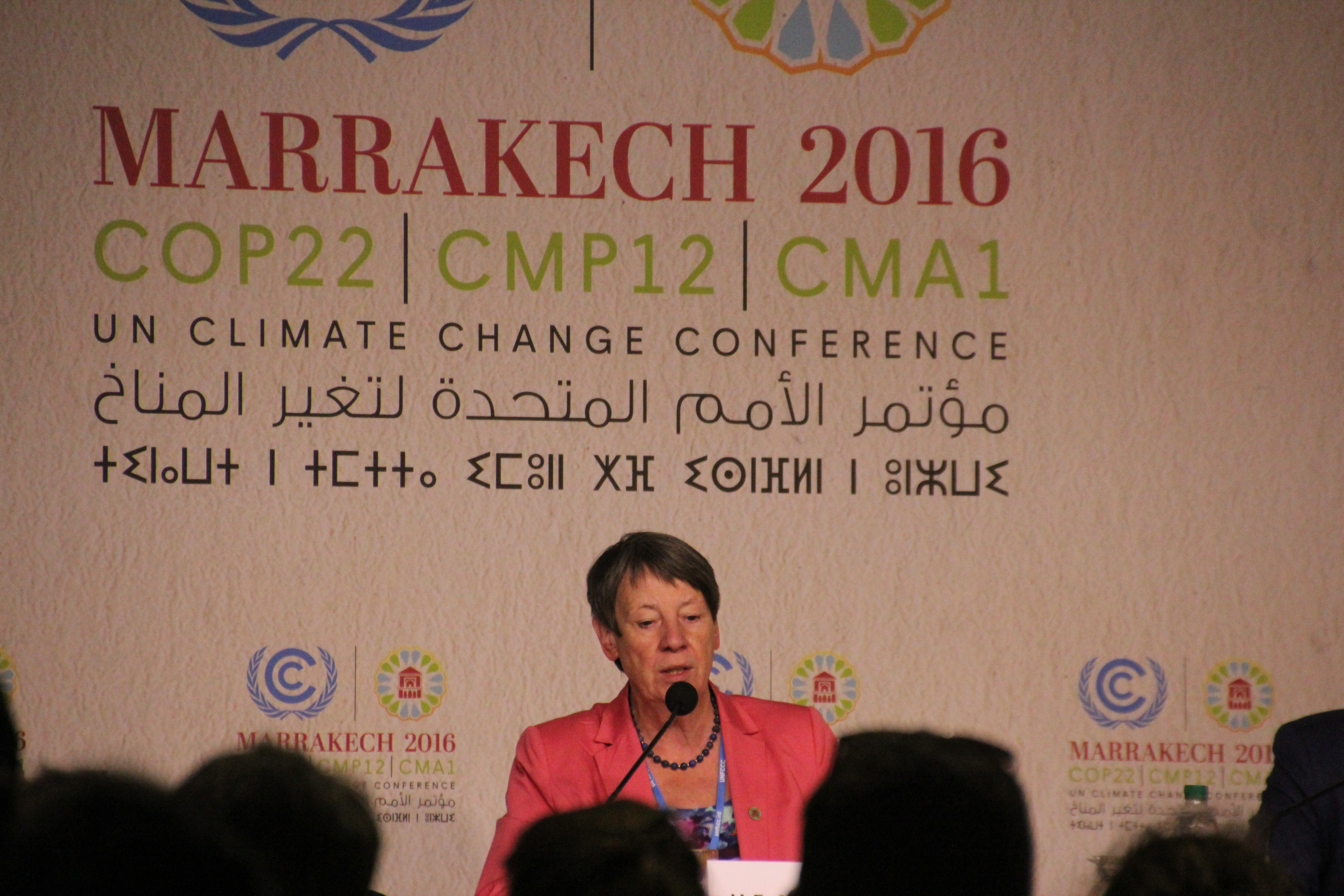
Als Umweltministerin nahm sie an mehreren internationalen Konferenzen teil, hier im Bild auf der UN-Klimakonferenz in Marrakesch 2016, zuletzt auch 2017 in Bonn.

Nach der Bundestagswahl 1998 wurde sie am 27. Oktober 1998 als Parlamentarische Staatssekretärin beim Bundesminister der Finanzen in die von Bundeskanzler Gerhard Schröder geführte Bundesregierung berufen. Finanzminister waren damals Oskar Lafontaine (bis März 1999) und Hans Eichel (April 1999 bis November 2005).
In diesem Amt gehörte sie auch der seit dem 22. November 2005 von Bundeskanzlerin Angela Merkel geführten Regierung Merkel I an. Finanzminister 2005 bis 2009 war Peer Steinbrück. Nachdem sie zur Bundesschatzmeisterin der SPD gewählt worden war, schied sie am 16. November 2007 aus dem Amt.
Am 17. Dezember 2013 ernannte Bundespräsident Joachim Gauck Hendricks zur Bundesministerin für Umwelt, Naturschutz, Bau und Reaktorsicherheit im Kabinett Merkel III. Mit der Vereidigung des Kabinett Merkel IV schied sie aus der Bundesregierung aus.

## Kontroverse um „Neue Bauernregeln“
Im Februar 2017 veröffentlichte Hendricks’ Ministerium auf der Homepage und auf Plakaten „Neue Bauernregeln“. Dabei handelte es sich um Sprüche wie „Steht das Schwein auf einem Bein, ist der Schweinestall zu klein“, oder „Haut Ackergift die Pflanzen um, bleiben auch die Vögel stumm“. Seitens des Ministeriums sollte durch die Kampagne „auf Fehlentwicklungen in der Landwirtschaft hingewiesen sowie eine Diskussion dazu initiiert werden.“ Daraufhin kam es zu Protesten der Landwirtschaftsverbände, und die Plakatkampagne wurde von Hendricks beendet. Die Ministerin erfuhr jedoch auch Unterstützung. Die FAZ schrieb, „der Aufschrei kannte in Stil und Inhalt kein Maß“. Die Bauernverbände hätten keine Ideen mit der Industrialisierung in der Landwirtschaft umzugehen: Artenschwund, Höfesterben und eine perverse Tierzuchtindustrie seien ein Fakt. Die Reaktion sei bequem, aber verantwortungslos.

## Privates
Außer in Berlin lebt Barbara Hendricks zeitweise in ihrem Haus in ihrer Heimatstadt Kleve. Ende Dezember 2013 machte sie die Beziehung zu ihrer Lebenspartnerin öffentlich, mit der sie bereits seit dem 22. Oktober 2010 in einer eingetragenen Partnerschaft gelebt hatte. Am 30. Juni 2017 äußerte sie, ihre Partnerin heiraten zu wollen, was durch das an diesem Tag beschlossene Gesetz zur gleichgeschlechtlichen Ehe möglich wurde. Am 30. Oktober 2017 heirateten Hendricks und ihre Lebenspartnerin Valérie Vauzanges.

## Auszeichnungen
- 2008: zusammen mit Reinhard Loske: Adam-Smith-Preis für marktwirtschaftliche Umweltpolitik des Forums Ökologisch-Soziale Marktwirtschaft[35][1]
- 2012: Verdienstorden des Landes Nordrhein-Westfalen[36]
- 2021: Bundesverdienstkreuz 1. Klasse[23]

## Kabinette
- Kabinett Schröder I – Kabinett Schröder II
- Kabinett Merkel I – Kabinett Merkel III